# Spider-Girl
Pour l'autre personnage de Marvel Comics qui porte ce nom de code, voir Anya Corazon.
Spider-Girl est un personnage de fiction, une super-héroïne appartenant à l'univers de Marvel Comics. Créée par Tom DeFalco, Ron Frenz et Mark Bagley, elle apparaît pour la première fois dans le comic book What If vol. 2 #105 en 1998.
Dans un futur alternatif à la continuité principale, nommé MC2, elle est la fille de Peter Parker et de Mary Jane Watson. Ses aventures ont fait l'objet de plusieurs séries de comics Spider-Girl, The Amazing Spider-Girl, Amazing Spider-Man Family et The Spectacular Spider-Girl.

## Biographie du personnage
May « Mayday » Parker est la fille de Peter Parker alias Spider-Man et de Mary-Jane Watson-Parker. Elle fut enlevée à sa naissance sur ordre de Norman Osborn et ramenée à ses parents par Kaine, le premier clone de Spider-Man, qui la retrouva entre les mains d’Allison Mongrain, la criminelle qui avait agi sur les ordres d’Osborn. Peu après ces retrouvailles, Spider-Man affronta une ultime fois Osborn, sous son identité du Bouffon vert, une bataille qui lui coûta une jambe. Après le combat, Mr Fantastique proposa un remplacement bionique à Peter Parker pour sa jambe mais le héros prit cet accident pour un signe et décida de prendre sa retraite pour se concentrer sur sa vie d’époux et de père. Pendant les années qui suivirent, Peter et Mary-Jane décidèrent de garder le secret de leur passé auprès de May, espérant qu’elles ne développeraient jamais ses propres pouvoirs.
Mais, en dépit des espoirs de ses parents, May commença à développer sa propre version des pouvoirs de son père à partir de l’âge de quinze ans, alors qu’elle fréquentait le même lycée de son père : Midtown High. Vers la même époque, Norman Osborn Jr (le petit-fils du défunt Bouffon vert) entreprit de restaurer la dignité et le nom de sa famille, du moins selon ses propres vues, devenant un nouveau Bouffon vert. Mayday revêtit alors l’uniforme de Spider-Man porté autrefois par Ben Reilly, un autre clone de son père, afin de l’arrêter. Après sa victoire, elle décida de poursuivre sa carrière de justicière, d’abord désapprouvée par ses parents qui s’inquiétaient pour elle, avant de finalement obtenir leur assentiment et leur soutien pour ses activités héroïques. May partage de nombreux traits de ses parents. Populaire et sensible à la mode comme sa mère, elle a aussi l’intelligence et les principes moraux de son père… dont elle a aussi hérité le goût pour la vie d’aventurier. De plus, elle est une excellente athlète, et fut un membre de l’équipe de basket-ball de son lycée, avec sa meilleure amie Davida Kirby, jusqu’à l’apparition de ses pouvoirs qui la poussèrent à abandonner sa place, sentant que ceux-ci constituaient un avantage injuste par rapport aux autres élèves. Egalement comme son père, sa double vie la pénalise régulièrement dans sa vie sociale même si ses amis – outre Kirby, Courtney Duran, Jimmy Yama, Heather Noble, Maurice « Moose » Mansfield – lui demeurent fidèle ; néanmoins, alors qu’il fut pendant un temps son petit ami, May s’est fâché avec Brad Miller après avoir découvert qu’il participait à des mouvements anti-mutants, rejoignant même le groupe extrémiste des Amis de l’Humanité, quand il s’attaqua à leur collègue de classe, Nancy Lu (une mutante télékinésiste qui devait rejoindre les X-People sous l’identité de Push).
Après avoir accepté que May demeure Spider-Girl, Peter Parker décida de former sa propre fille, une manière de la protéger. Au cours des premiers mois, Spider-Girl se fit de nombreux ennemis, parmi lesquels Spyral, ou les deux frères Crazy-Eight et Funny Face, Mr Abnormal ou encore les Soldats du Serpent, tout en nouant de nombreux contacts avec les autres héros costumés tels que les Ladyhawks, les Cinq Fantastiques, Buzz et Darkdevil (le fils de Ben Reilly). Elle croisa le chemin de Kaine, qui lui avait autrefois sauvé la vie, et continua à adopter un rôle de protecteur vis-à-vis de la jeune fille. Spider-Girl fut finalement capable de convaincre Norman Osborn Jr de renoncer à sa vendetta envers les Parker et celui-ci devint un allié régulier de l’héroïne, lui venant plus ou moins régulièrement en aide au cours de ses aventures. Spider-Girl participa également à la formation d’un nouveau groupe informel, avec l’appui de Norman Osborn Jr et qui adopta le nom des « New Warriors », d’après l’ancien groupe du même nom. Au-delà de Kaine et du Bouffon vert, May dut faire face à d’autres « fantômes » du passé de son père, comme le cerveau criminel appelé la Tarentule noire (Fabian LaMuerto). Celui-ci arriva d’Amérique du sud, ayant choisi Spider-Girl comme la jeune femme parfaite pour continuer son ancestrale lignée ; afin de l’aider dans ses combats, il créa la Spider-Team, entamant avec elle un jeu tordu pour la séduire, tout en mettant méthodiquement la main sur les infrastructures criminelles de New-York. Cependant, à ce jour, les projets de la Tarentule vis-à-vis de May n’ont pas rencontré le succès escompté. Spider-Girl a également combattu Venom, le Caïd ou encore le Dr Octopus. Au cours de ses aventures, May découvrit l’existence d’un magasin appelé le « Spider-Shop » commercialisant divers objets, vêtements et autres à l’image de l’héroïne ; la jeune fille fut d’autant plus frustrée de l’utilisation dans son dos de son nom que ses amis du lycée commencèrent à fréquenter la boutique, convaincus qu’ils soutenaient ainsi financièrement l’héroïne. Néanmoins, May finit par découvrir que le magasin était la propriété de sa propre mère qui lui expliqua que son père avait toujours regretté de ne pas bénéficier de l’exploitation commerciale de Spider-Man et que, de cette manière, le nom de Spider-Girl restait dans la famille, les bénéfices effectués étant reversés à un fonds profitant au lycée de sa fille. 
Au cours de sa carrière, Spider-Girl affronta le criminel appelé Killerwatt qui électrocuta sévèrement l’héroïne, lui faisant perdre provisoirement ses pouvoirs. Déterminée à mettre un terme aux activités de son ennemi, elle emprunta l’équipement du Bouffon vert, et, en compagnie d’un nouveau Spider-Man (en réalité le fils de Jessica Drew, la première Spider-Woman), l’affronta de nouveau. Tombant dans un générateur lors de l’affrontement, le second choc électrique annula les effets du premier et May retrouva l’intégralité de ses capacités. Spider-Girl eut également à combattre les Savage Six, une version moderne des Sinister Six, et se heurta à Aftershock, la fille de l’ancien ennemi de son père Electro, aidant le père et la fille à se réconcilier ; de même, elle put convaincre Brenda Drago, la fille du second Vautour, à renoncer à sa carrière criminelle et celle-ci devint bientôt l’amie de Norman Jr ; cependant, le mariage d’Osborn et Drago fut interrompu par la mystérieuse Fury, alias la Reine Bouffon, fille d’un ancien disciple de Norman Osborn et qui avait été autrefois fiancée au jeune Norman alors qu’ils étaient tous les deux des enfants. Spider-Girl put intervenir et Fury fut arrêtée et envoyée en prison. Par la suite, Spider-Girl s’associa avec Felicity Hardy, la fille de Flash Thompson et Felicia Hardy qui venait d’adopter l’identité de Scarlet-Spider. Retrouvant Kaine, May eut une vision, avec lui, de son avenir où elle était poignardée à mort alors qu’elle portait son uniforme rouge et bleu ; dans le but de tromper le destin, May se mit alors à revêtir un costume noir et blanc, comme son père avant elle. La ruse s’avéra inefficace car elle fut attaquée par l’un des Scrier et ne dut sa survie qu’à l’intervention d’un symbiote qui soigna sa blessure avant d’être détruit par un émetteur sonique lors qu’un combat contre le Super-Bouffon (Roderick Kingsley), qui put alors prendre la fuite. 
Après plusieurs mois de carrière héroïque, May renonça à sa carrière de Spider-Girl, avant de sortir, en dépit des fortes réticences de son père, avec Eugene Thompson, le fils de l’ancien condisciple de son père, « Flash » Thompson, désormais professeur de sport au lycée de May, et fut candidate pour devenir représentante des élèves. Cependant, quand Mary-Jane Parker découvrit que le Super-Bouffon menaçait les amis de sa fille, elle permit à Mayday de revêtir de nouveau son uniforme, une situation que les deux femmes gardèrent un temps secret de Peter Parker. Mais, après une bataille contre le Super-Bouffon, où Spider-Girl put libérer son amie Noble, enlevée par le criminel, May révéla la vérité à son père et, après une conversation en famille, les parents de la jeune fille acceptèrent qu’elle redevienne une héroïne. Après avoir tenté de venir en aide à l’agence internationale du SHIELD, une valise contenant un morceau du symbiote de Carnage fut perdue ; le morceau se lia alors à Moose Mansfield, un ami de May, qui devint alors un nouveau Carnage. Puis, le symbiote accepta de fusionner avec le père de Mansfield, alors en phase terminale d’une maladie, lui permettant alors de guérir. Carnage s’attaqua alors au lycée de May, enlevant Peter Parker et le jeune Benjamin, obligeant la jeune femme à affronter son ami. May tenta de convaincre son ami par-delà le symbiote mais échoua et le symbiote s’empara de son jeune frère. Peter Parker put s’échapper pendant que Spider-Girl faisait face aux deux symbiotes, allant récupérer du matériel sonique capable de triompher de ses ennemis. Cependant, ce fut May qui utilisa l’arme, détruisant le morceau initial du symbiote de Carnage. Mais le succès de May ne fut pas sans dommages collatéraux ; d’une part, Moose Mansfield fut furieux envers l’héroïne qui venait de condamner son père à mort, mais l’arme sonique rendit le jeune Benjamin complètement sourd. L’audition du jeune enfant fut cependant restaurée grâce à l’intervention de Norman Osborn Jr ; peu après, celui-ci découvrit l’un des anciens repaires de son grand-père, où il tomba sur une cuve remplie de fluide et contenant ce qui semblait être une réplique physique de Mayday Parker. Les notes laissées derrière lui par le premier Bouffon vert laissait entendre qu’il s’agissait de la vraie May kidnappée peu après sa naissance, laissant alors supposer que l’héroïne Spider-Girl qui avait vécu jusque-là n’était qu’un clone de l’enfant. 
De son côté, après les événements de Carnage, May reprit sa vie, continuant à sortir avec Gene Thompson, malgré sa jalousie croissante envers la relation entre Thompson et une nouvelle élève du lycée, Simone Desantos. Ces tensions dans sa relation avec Thompson l’ont conduite à se rapprocher de Wes Collins, un autre élève du lycée, récemment l’auteur d’un comics sur Spider-Girl avec leur ami commun, Jimmy Yama. Ce rapprochement a, à son tour, provoqué une certaine jalousie chez Gene Thompson. Ces tensions finirent par exploser lorsqu’ils se retrouvèrent tous dans un café, où Thompson faillit assommer Collins d’un coup de poing, qui fut cependant arrêtée par May, l’humiliant devant l’ensemble de son équipe de football. Il reste à savoir si cette réaction instinctive de May influera sur sa relation avec Thompson ; en attendant, elle continue à mener de front sa vie de lycéenne et d’héroïne costumée. De son côté, Collins découvrit peu à peu un projet de Desantos visant à faire chanter Gene Thompson et s’arrangea pour la discréditer aux yeux de tout le lycée. C’est alors que Fury, la Reine Bouffon, qui avait réussi à s’évader avec l’aide d’un mystérieux bienfaiteur, découvrit à son tour l’existence de la seconde May Parker, et, après avoir capturé Peter Parker, libéra la jeune femme de son réservoir ; la seconde May se rendit alors au lycée de Midtown High, confrontant May Parker, alors que celle-ci adoptait son uniforme de Spider-Girl. Les deux femmes s’affrontèrent, avant d’être victimes d’une explosion. Grièvement blessée, Mayday fut sauvée des décombres par Araña. Cette dernière, réalisant que May risquait de ne pas survivre, lui proposa de fusionner avec elle, mais intervint alors dans une quête spirituelle entreprise par la jeune femme. L’aidant à triompher de l’ennemi que Mayday devait vaincre seule, elle empêcha Spider-Girl de découvrir si elle était ou non la May originale ou un clone. De son côté, Araña avait secrètement l’intention, une fois fusionnée avec Mayday, d’utiliser celle-ci afin de s’attaquer à la Tarentule noire, son adversaire et ancien amant, et de le vaincre en le prenant par surprise. Araña réussit la fusion et prit temporairement le contrôle du corps de Spider-Girl, laissant l’esprit de Mayday piégée dans le corps d’Araña.
Pendant ce temps, le double de Mayday émergeait aussi des décombres, relativement indemne et tenta alors de récupérer la vie de May pour elle. Cependant, le jeune Ben remarqua rapidement la différence, apparaissant perturbé dès qu’il se retrouvait en sa présence. Avertie par Norman Jr du kidnapping de son « père », le double décida alors de reprendre l’identité de Spider-Girl de Mayday. Les trois femmes – la nouvelle Spider-Girl, Mayday dans le corps d’Araña et Araña dans le corps de Mayday – se retrouvèrent toutes les trois au repaire de la Tarentule noire. Celui-ci réalisa rapidement la supercherie d’Araña, assommant presque Mayday et cette dernière, permettant à Mayday de récupérer son propre corps – et Araña de reprendre le sien. De son côté, Norman Jr, avec Kaine, Phil Urich (revêtu du costume du Bouffon vert), Darkdevil et Raptor, partit à l’aide de Parker, ignorant que Fury avait implanté l’esprit et les souvenirs de Norman Osborn dans le cerveau de l’ancien héros. Désormais possédé par l’esprit du Bouffon vert, Parker affronta les cinq héros ; Mayday arriva finalement, alors que Parker confrontait également la réplique de sa fille. Celle-ci se révéla avoir été manipulée génétiquement avec l’ADN de Venom, lui conférant des pouvoirs similaires de métamorphose que ceux de Spidercide, sans pour autant avoir besoin d’un hôte comme tout symbiote normal. Fusionnant avec elle (et, involontairement, Spider-Girl), Parker, totalement possédé, se déclara le « Dieu Bouffon », se lançant dans une campagne de dévastation et s’attaquant à Mary-Jane. Prisonnière de l’esprit de son père, Mayday reçut l’aide spirituelle de sa grand-tante, May Parker et put aider son père à surmonter la psyché de Norman Osborn au cours d’un duel mental, qui convainquit également la fausse May que Mayday était une personne généreuse. Sentant venir sa défaite, Norman céda, tout en privant Mayday de la possibilité de savoir si elle était la véritable fille de Peter et Mary-Jane Parker, ou simplement un clone. Mary-Jane fut sauvée de la mort par Benjy lui-même, qui se révéla posséder une forme de toile organique. 
La bataille terminée et Parker redevenu lui-même, Mayday proposa à son double, sans aucune perspective d’avenir et doutant de sa nature même, de devenir un membre officiel de la famille Parker. Si MJ accepta, Peter Parker se révéla toutefois plus circonspect. Mais Mayday put le convaincre et la famille Parker s’agrandit avec la nouvelle jumelle de May, April Parker, formant vraiment une étonnante famille de Spider-Men. Au cours des jours suivants, May et April devinrent coéquipières dans la lutte contre le crime mais April se révéla bientôt plus instable et brutale que sa « cousine ». Ainsi, lorsque May fut apparemment tuée par Tombstone, April n’hésite à employer une force létale contre le criminel, le tuant de sang froid. De son côté, May développait une nouvelle relation, avec Wesley, qui montra rapidement qu’il avait deviné la double identité de son amie. April, en partie jalouse, tenta initialement de perturber leur relation en se faisant passer pour May mais Wesley découvrit  rapidement la supercherie. Du coup, April céda entièrement à son symbiote, et, sous le nouveau nom de Mayhem, rompit les liens avec la famille Parker afin de poursuivre sa propre carrière de vigilant, sans avoir à répondre de ses actes à personne. Finalement, May et April se retrouvèrent face à face et May se décida à sacrifier sa propre vie pour sauver sa jumelle ; cependant, une future incarnation d’April, venue du futur grâce à la machine temporelle du Dr Fatalis, arriva à temps pour convaincre l’April du présent d’agir de manière réfléchie et responsable. Ce fut ainsi April qui sauva la vie de May au prix de la sienne propre, et du futur dont venait cette nouvelle April. May retrouva peu après Wesley, qui reconnut avoir deviné son secret et accepté son rôle de justicière, ouvrant la voie à une relation durable entre eux deux.
Quand les Héritiers, une famille de chasseurs de totems qui traquaient les détenteurs de pouvoirs arachnides à travers le multivers, lancèrent une vaste chasse contre tous les Spider-Men des différentes réalités, l’un d’eux Daemos repéra la famille de May et les attaqua immédiatement, blessant sérieusement l’héroïne et endommageant la jambe cybernétique de son père ; pour protéger sa fille, Peter Parker attaqua toutefois Daemos, l’étourdissant, pendant que May emmenait son petit frère Benjy en sécurité, alors qu’elle voyait le reste de sa famille tomber devant l’Héritier. C’est alors que deux autres Spider-Men ouvrirent un portail depuis une autre réalité, invitant May à les rejoindre ; en larme, Spider-Girl promit de se venger du meurtre de ses parents alors qu’elle quittait sa réalité avec son frère. Aux côtés de Spider-UK (Billy Braddock), Spider-Cochon (Peter Porker) et Spider l’Ancien (Ezekiel Sims) pour recruter Peter Parker et les autres totems d’araignée de la réalité-616, lui révélant sa véritable identité pour le convaincre de la gravité de la situation. Au cours des événements, Benjy Parker se révéla être « l’Enfant », l’un des trois êtres nécessaires aux Héritiers pour accomplir un rituel mystique, et fut kidnappé par ces derniers. Quand Spider-Man-616 lui promit qu’ils sauveraient Benjy, May lui rétorqua, en colère, que son père était le seul véritable Spider-Man comparé aux autres. Le Spider-Man (Benjamin Parker) de la Terre-3145 tenta de la réconforter mais il fut repoussé, jusqu’au moment où les deux Spider durent unir leurs efforts pour faire face à une horde d’araignées mutantes, sans que May ne renonce à son désir de se venger de Daemos. Cependant, quand elle assista à la mort du Maître Tisseur des Héritiers, May réalisa le coût de la vengeance et refusa de tuer les Héritiers, proclamant qu’elle chercherait la justice plutôt que la vengeance, s’attirant les félicitations de Spider-Cochon. Les Héritiers furent finalement vaincus et May put retrouver son petit frère indemne, avant de regagner sa  réalité, accompagnée du vieux Ben Parker de la Terre-3145 qui décida d’être le grand-père que sa famille n’avait jamais eu. Rentrée chez elle, et après avoir découvert que sa mère était encore en vie, May décida de reprendre l’uniforme de son père et adopta le nouveau nom de Spider-Woman.
Malgré ce changement, May n’avait pas véritablement surmonté la mort de son père, tandis que tout le monde continuait de l’appeler « Spider-Girl » ce qui ne l’aidait pas à faire son deuil. Les criminelles Enthralla et la Reine rouge décidèrent d’utiliser cette situation pour hypnotiser d’autres héros afin de les amener à croire que Spider-Woman était un imposteur, qui avait tué Peter Parker avant de lui voler son costume. Mais, grâce à certains de ses amis et de Ben Parker, May réussit à arrêter les deux criminelles, empêchant une Stinger (Cassie Lang) de tuer son propre père et réussit à accepter enfin la mort de son père. Abandonnant le costume de celui-ci, elle s’en fit confectionner un entièrement neuf, pleine d’espoir pour l’avenir.
Quelque temps après la recréation du multivers, détruit par les Incursions, Mayday retrouva Spider-UK, Spider-Woman-65 (Gwen Stacy), Spider-Man-90214 « Noir » (Peter Parker), Spider-Man-50101 (Paviitr Prabhakar), Spider-Cochon et Spider-Girl-616 (Aña Corazon) pour protéger les différentes réalités privées de Spider-Men après la guerre contre les Héritiers sous le nom des Web-Warriorsd. Après une escarmouche sur la Terre-3015, May confia à Stacy qu’elle s’inquiétait de sa famille restée sur son monde et qu’elle devait rester à leurs côtés mais le groupe fut attaqué par une armée d’Electros de réalités alternatives. Quelque temps après, les Web-Warriors durent une nouvelle fois mobiliser les Spider-Men du multivers pour faire face au retour des Héritiers ; accompagnée de Corazon, elle se rendit sur la Terre-18119 pour y recruter Annie May Parker, seconde fille de Peter et Mary Jane Parker, après qu’ils avaient perdu à la naissance leur version de Mayday.

## Séries de comics
La série régulière scénarisée par Tom DeFalco et dessinée par Pat Oliffe s'arrête au numéro #100. En octobre 2006, la série se poursuit durant 30 numéros sous un nouveau titre : The Amazing Spider-Girl.
Depuis 2009, la série continue dans Amazing Spider-Man Familly puis dans Spectacular Spider-Girl.

## Personnages réguliers des séries

### April Parker
Mayday Parker a un clone génétique créé par Norman Osborn avant sa mort. Ce clone a l'ADN de Mayday et du symbiote ce qui lui confère les pouvoirs de Spider-Girl et de Venom. Elle emploie le nom de code Mayhem et à la différence de Mayday, elle est prête à tuer les criminels. Après que Mayday l'ai remise dans le droit chemin, elle lui propose de devenir un membre de la famille Parker en se faisant passer pour sa sœur jumelle et de se faire appeler April Parker.

## Versions alternatives

### Terre-616
Dans l'Univers Marvel classique, ou Terre-616, cette même fille est présumée morte à sa naissance. Il n'est jamais dit explicitement que des agents de Norman Osborn l'ont enlevée en faisant croire à sa mort, seulement suggéré dans The Amazing Spider-Man #418. Kaine part à sa recherche. On ne revoit plus ni l'un ni l'autre, un agent d'Osborn dit qu'ils se sont « occupés » de Kaine.

### Post-One More Day
Dans One More Day, Méphisto provoque la rupture du couple Peter Parker-Mary Jane Watson, avec effet rétroactif. Autrement dit, l'univers est modifié tel qu'il serait si Peter et Mary Jane n'avaient jamais été mariés. Probablement cette fille n'a maintenant jamais existé, même comme embryon.

### Ultimate Spider-Man
Le personnage de Spider-Girl apparait dans l'épisode 9 de la saison 3 de la série d'animation Ultimate Spider-Man. Spider-Girl est le double alternatif féminin de Peter Parker/Spider-Man. Dans ce monde alternatif, les femmes dirigent le monde. Elle fera la connaissance de Peter Parker en le sauvant d'une chute lors de son entrée dans son monde alternatif. Son identité secrète n'est cependant pas May Parker mais Petra Parker.